# Laramie (Wyoming)
Laramie es una ciudad ubicada en el condado de Albany, Wyoming, Estados Unidos. Tiene una población estimada, a mediados de 2022, de 32 035 habitantes.
Es la tercera ciudad más poblada del estado.
Es sede del condado de Albany. Está situada al sudeste del estado y es atravesada por el río Laramie.

## Geografía
La localidad está ubicada en las coordenadas 41°18′21″N 105°36′31″O / 41.30583, -105.60861 (41.305955, -105.608637). Según la Oficina del Censo, la localidad tiene un área total de 47.61 km², de la cual 47.55 km² corresponden a tierra firme y 0.06 km² están cubiertos de agua.

### Localidades adyacentes
El siguiente diagrama muestra a las localidades en un radio de 60 kilómetros (37,3 mi) de Laramie.

## Demografía
Según el censo de 2000, en ese momento los ingresos promedio de los hogares de la localidad eran de $27,319 y los ingresos promedio de las familias eran de $43,395. Los ingresos per cápita para la localidad eran de $16,036. Los hombres tenían ingresos per cápita por $30,888 frente a los $22,009 que percibían las mujeres. Alrededor del 22.60% de la población estaba bajo el umbral de pobreza nacional.
De acuerdo con la estimación 2017-2021 de la Oficina del Censo, los ingresos promedio de los hogares de la localidad son de $45,299 y los ingresos promedio de las familias son de $83,132. Los ingresos promedio en los últimos doce meses, medidos en dólares de 2021, son de $28,944. Alrededor del 25.3% de la población estaba bajo el umbral de pobreza nacional.
| 1870 | 1880  | 1890  | 1900  | 1910  | 1920  | 1930  | 1940   | 1950   | 1960   | 1970   | 1980   | 1990   | 2000   | 2010   | 2020   |
| ---- | ----- | ----- | ----- | ----- | ----- | ----- | ------ | ------ | ------ | ------ | ------ | ------ | ------ | ------ | ------ |
| 828  | 2.696 | 6.388 | 8.207 | 8.237 | 6.301 | 8.609 | 10.627 | 15.581 | 17.520 | 23.143 | 24.410 | 26.687 | 27.204 | 30.816 | 31.407 |